# Teutamus rhino
Espèce
Teutamus rhino est une espèce d'araignées aranéomorphes de la famille des Liocranidae.

## Distribution
Cette espèce est endémique de Java en Indonésie,. Elle se rencontre dans le parc national d'Ujung Kulon.

## Description
Le mâle holotype mesure 4,45 mm et la femelle paratype 4,60 mm.

## Publication originale
- Deeleman-Reinhold, 2001 : Forest spiders of South East Asia: with a revision of the sac and ground spiders (Araneae: Clubionidae, Corinnidae, Liocranidae, Gnaphosidae, Prodidomidae and Trochanterriidae. Brill, Leiden, p. 1-591.